# ジョン・ノックス

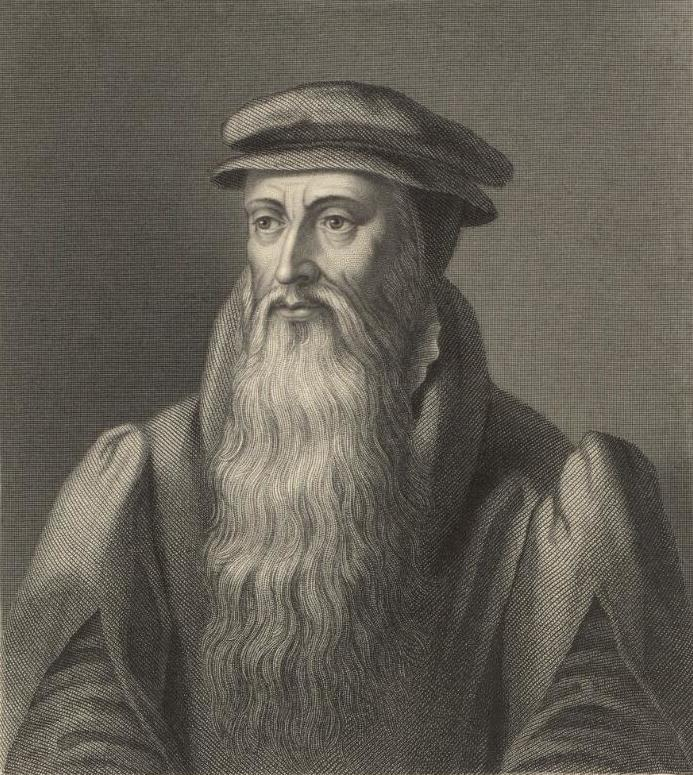
ジョン・ノックスの肖像画
原画はthe possession of Lord Torpichen at Mid　Calder House

ジョン・ノックス（英: John Knox、1510年 - 1572年11月24日）は、スコットランドの牧師、スコットランド宗教改革の指導者、長老派教会の創立者である。

## 経歴
スコットランドのセント・アンドルーズ大学で教育を受ける。
ノックスはジョージ・ウィシャートなどの初期改革者の影響を受けて、スコットランド教会の改革に着手した。
彼は、1546年の教会と政治に関わる事件に巻き込まれる。キャンドル・ビートンの殺人事件と、スコットランド摂政の介入である。翌年フランス軍に捕えられ、19ヶ月間フランスの軍艦で奴隷として働かされるが、1549年に捕虜交換で釈放され、イングランドに追放された。
ノックスはそこで、イングランド国教会の牧師として、エドワード6世に仕えて、王室付属牧師となる。ここでイングランド国教会祈祷書の作成に影響を与えた。また彼はイングランドで最初の妻と出会い、結婚した。だがメアリー・チューダーが王位に就いてローマ・カトリックを再建したため、ノックスは大陸に亡命することになった。
ノックスは、最初ジュネーヴに滞在し、それからフランクフルトに移った。ジュネーヴでジャン・カルヴァンに学び、改革派神学と長老制の体験と知識を得た。また彼は新しい礼拝式文も作成した。それはスコットランド宗教改革の教会において採用された。彼はジュネーヴを去ってフランクフルトのイギリス亡命者教会に向かうが、結局、礼拝観に関する相違のためにイングランド国教会と袂を別つ事になる。
ノックスはスコットランドに帰還し、スコットランド宗教改革を導いた。彼は、スコットランドのプロテスタント貴族と協力関係にあった。この宗教改革運動は、革命とも言い得る。
ノックスは、スコットランド信条を作成し、改革派の教会を建て上げた。スコットランド女王メアリー・スチュアートの治世下で、プロテスタント宗教改革の指導者としての働きを続けたのである。ノックスはメアリー・スチュアートと何度も会談し、ローマ・カトリックの習慣をやめるように諭した。
ノックスは最後の日まで御言葉の説教をし続けた。

## 家系
娘婿にジョン・ウェルシュ、その子孫にジョン・ウィザースプーンがいる。